# Ronde van Oost-Java 2012
De Ronde van Oost-Java werd in 2012 voor de achtste keer gereden. De wedstrijd vond plaats van 29 augustus tot en met 1 september.

## Etappe-overzicht
| etappe | datum       | start       | eindstreep  | afstand | winnaar              | land     |
| ------ | ----------- | ----------- | ----------- | ------- | -------------------- | -------- |
| 1e     | 29 augustus | Probolinggo | Malang      | 84,4 km | Ying Hon Yeung       | Hongkong |
| 2e     | 30 augustus | Malang      | Tulungagung | 125,6   | Hossein Nateghi      | Iran     |
| 3e     | 31 augustus | Tulungagung | Mojostari   | 135     | Burr Ho              | Hongkong |
| 4e     | 1 september | Mojokerto   | Gresik      | 155     | Mohamed Zamri Salleh | Maleisië |

## Eindklassement
| rang | renner               | land                | tijd        |
| ---- | -------------------- | ------------------- | ----------- |
| 1    | Ivan Tsissaroek      | Kazachstan          | 11u 04' 04" |
| 2    | Lee Rodgers          | Verenigd Koninkrijk | +07"        |
| 3    | Eko Bayu Nur Hidayat | Indonesië           | +12"        |

2005 · 
2006 · 
2007 · 
2008 · 
2009 · 
2010 · 
2011 · 
2012 · 
2013 · 
2014